# Concepción de San Rafael
Concepción es un distrito del cantón de San Rafael, en la provincia de Heredia, de Costa Rica.

## Geografía
Concepción cuenta con un área de 22,81 km² y una altitud media de 1490 m s. n. m.

## Demografía
Para el año 2022, Concepción cuenta con una población estimada de 8656 habitantes, y para el último censo efectuado, en 2011, Concepción contaba con una población de 6077 habitantes.

## Localidades
- Barrios: Palenque
- Poblados: Anonos, Burial, Calle Chávez (parte), Calle Hernández (parte), Ciénagas, Charquillo, Breña Mora, Pilas, Puente Piedra (parte), Tierra Blanca (parte), Turú.

## Transporte

### Carreteras
Al distrito lo atraviesan las siguientes rutas nacionales de carretera:
- Ruta nacional 116